# 스마일이엔티
스마일이엔티는 대한민국의 영화 배급사이다.

## 개요
대한민국의 기업. 영화 배급사이다. 주소는 서울특별시 강남구 논현로146길 8-9 (논현동)에 있다.